# 千人壷
千人壷（せんにんつぼ、千人壺）は、島根県大田市大森町三石谷山奥の雑木林にある石見銀山関連史跡の一つで、井戸のような形をした墓穴（北緯35度6分24.8秒 東経132度26分53.2秒 / 北緯35.106889度 東経132.448111度）。大田市の指定文化財。所有者は羅漢寺。

## 概要
江戸時代、石見銀山の銀を盗むなどして処刑された罪人の遺体や、回復の見込みのない病人、伝染病が疑われる重篤患者、事故死した身寄りのない銀山労働者などもこの穴に放り込んだと言い伝えられている。数え切れないほどの遺体を放り込んだため"千人"と呼ばれていた。罪人は石見銀山処刑場で処刑、磔、さらし首などにされた後、五百羅漢前を流れる水路で船を利用して遺体が運ばれたと言い伝えられている。昭和になってから地元の有志によって発掘調査したところ遺骨が複数発見され近くに改めて埋葬された(専門家による調査ではない)。
「南無阿弥陀仏の石碑」「三界万霊の石碑」その他、数個の墓石とともに潔く処罰を受け、ここに葬られた二十山弥四郎を畏敬する辞世の句碑がある。
江戸時代、司法制度もない時代で無実の人も多く処刑されたと言い伝えられている。その反省から明治時代に入って地元大森の住人が建物に要する資材・土地を無償提供して大森に裁判所(旧大森区裁判所)が設けられることとなり公正公明な裁きを村人は願った。現在は町並み交流センターとなり、当時の法廷の様子がマネキンで再現されている。展示室では、司法制度、石見銀山の歴史と暮らしを紹介した資料映像を見ることができる。
大田市の資料には、穴は約1メートル四方、深さ4メートル程度と記されているが、2018年時点では草に覆われている。世界遺産「石見銀山遺跡とその文化的景観」には含まれていない。観光パンフレットには記載がなく、かつて存在した案内板も現在はない。大田市の石見銀山課は、千人壷に葬られたのは罪人で身寄りがない者だけだったとの見解を示している。存在を隠しているわけではなく、観光客に尋ねられれば石見銀山世界遺産センターから徒歩30～40分で行けることを伝えているという。
「千人壺へ300メートル」の標識（北緯35度6分32.2秒 東経132度27分2.1秒 / 北緯35.108944度 東経132.450583度）を進む。

## 参考
- 千人壺研究家(個人)の意見　　 [1.会長挨拶] (PDF) [リンク切れ]